# Сент-Савин (кантон)
Сент-Сави́н (фр. Sainte-Savine) — упразднённый кантон во Франции, находился в регионе Шампань — Арденны, департамент Об. Входил в состав округа Труа. Всего в кантон Сент-Савин входяли 5 коммун, из них главной коммуной являлся Сент-Савин.
Кантон был сформирован в 1973 году. По закону от 17 мая 2013 и декрету от 14 февраля 2014 года количество кантонов в департаменте Об уменьшилось с 34 до 17. Новое территориальное деление департаментов на кантоны вступило в силу во время выборов 2015 года. 22 марта 2015 года коммуна Сент-Савин перешла в кантон Труа-2, коммуны Монгё и Масе — в Сен-Лье, Торвилье и Ла-Ривьер-де-Кор — в Сент-Андре-ле-Верже.

## Коммуны кантона
| Коммуна          | Население, чел. (2006) | Почтовый индекс | Код INSEE |
| ---------------- | ---------------------- | --------------- | --------- |
| Ла-Ривьер-де-Кор | 2 954                  | 10440           | 10321     |
| Масе             | 843                    | 10300           | 10211     |
| Монгё            | 409                    | 10300           | 10248     |
| Сент-Савин       | 10 442                 | 10300           | 10362     |
| Торвилье         | 829                    | 10440           | 10381     |

## Население
| 1962   | 1968   | 1975   | 1982   | 1990   | 1999   | 2006   | 2012   |
| ------ | ------ | ------ | ------ | ------ | ------ | ------ | ------ |
| 12 829 | 13 352 | 12 998 | 12 913 | 13 977 | 14 957 | 15 173 | 15 297 |